# Jonathan Zenneck

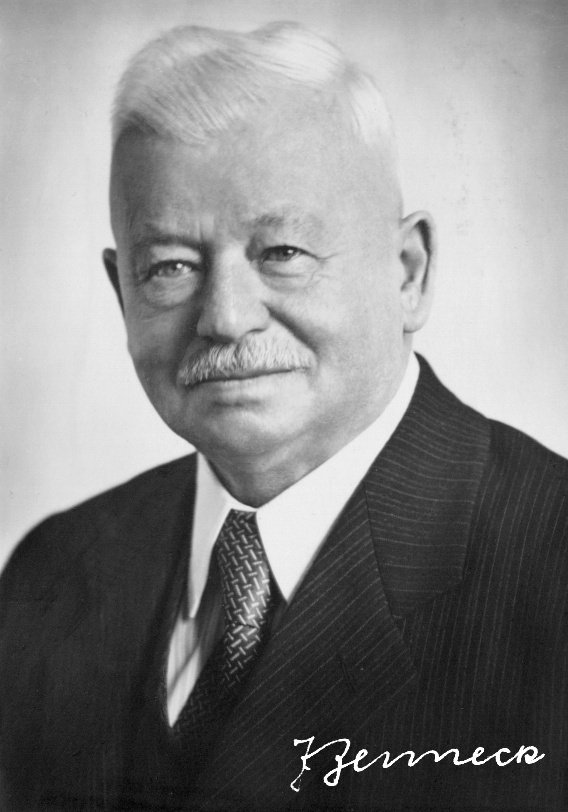
Zenneck 1951

Jonathan Adolf Wilhelm Zenneck (* 15. April 1871 in Ruppertshofen im heutigen Ostalbkreis; † 8. April 1959 in Althegnenberg; beigesetzt auf dem Bogenhausener Friedhof in München) war ein deutscher Physiker, Funkpionier, Ionosphären-Forscher und Miterfinder der Kathodenstrahlröhre.

## Leben

### Schule und Studium
Jonathan Zenneck war ein Sohn des Pfarrers Emil Adolf Wilhelm Zenneck (1841–1920) und dessen Ehefrau Julie, geb. Tritschler. Sein Vater war zuvor in Ruppertshofen und zwischen 1872 und 1882 als Pfarrer in Wippingen bei Blaustein tätig. In Wippingen verbrachte Jonathan Zenneck seine Kindheit, wo die Familie im Pfarrhaus in der Prinz-Eugen-Straße 18 wohnte. Nachdem sein Vater 1882 nach Satteldorf im Oberamt Crailsheim versetzt worden war, verbrachte er einige Schuljahre in Crailsheim. Anschließend besuchte er ab 1885 die evangelisch-theologischen Seminare (Gymnasien) im Kloster Maulbronn und ab 1887 in Blaubeuren, wo er die Sprachen Latein, Französisch, Griechisch und Hebräisch (siehe Evangelische Seminare Maulbronn und Blaubeuren) erlernte, bis er schließlich nach einer weiteren Studienzeit ab 1889 in Tübingen sein Lehramtsexamen in Mathematik und Naturwissenschaften ablegte. 1894 wurde er zum Dr. rer. nat. promoviert.
Als Student wurde er Mitglied der Tübinger Königsgesellschaft Roigel.

### Wichtige Tätigkeiten
Von 1895 bis 1905 war Zenneck Assistent bei Ferdinand Braun in Straßburg. Zusammen mit Braun entwickelte er 1897 die Kathodenstrahlröhre, die später auch Braunsche Röhre genannt wurde. Ab 1898 bis 1900 nahm Zenneck in Cuxhaven die ersten Versuche auf deutschem Boden mit drahtloser Telegrafie vor (siehe auch Küstenfunkstelle). Zenneck gilt daher als Pionier der deutschen Funktechnik. Zur Fortsetzung der Arbeiten wurde 1901 die Gesellschaft für drahtlose Telegrafie, System Prof. Braun und Siemens & Halske mbH gegründet (siehe Telefunken).
1905 wurde Zenneck als außerordentlicher Professor an die Technische Hochschule Danzig berufen. 1913 wechselte er an die Technische Hochschule München.
Während des Ersten Weltkriegs wurde er vom Auswärtigen Amt in die Vereinigten Staaten beordert, um als Gutachter amerikanische Patent-Einsprüche abzuwehren, die gegen die einzige deutsche Funkverbindung in die Vereinigten Staaten erhoben worden waren. Nach dem Eintritt der Vereinigten Staaten in den Ersten Weltkrieg wurde Zenneck als deutscher Reserve-Offizier in ein Kriegsgefangenenlager eingeliefert. Erst 1920 kam er nach Deutschland zurück. Einen Ruf an die Universität Würzburg lehnte er ab.
Ab 1930 untersuchte er mit seinen Schülern die Ausbreitung der Kurzwelle. Mit Georg Goubau unternahm er als Erster in Deutschland Echolotungen der Ionosphäre und wurde damit Vater dieses auch geophysikalisch wichtigen Gebietes. Seine Forschungsgruppe auf der Funkstation am Herzogstand, die zunächst der Technischen Universität München, später der Deutschen Versuchsanstalt für Luftfahrt angehörte, hat von 1937 bis 1946 fortlaufend Vertikalprofile der Elektronendichte gemessen.
1901 verfasste er den Artikel Gravitation in der Enzyklopädie der mathematischen Wissenschaften. In den 1930er Jahren interessierte er sich für Raumakustik: Eine Arbeitsgruppe entwickelte Methoden zur Erfassung störender Reflexionen, die durch Stoffbespannungen eliminiert wurden. Damit wurde u. a. die sehr schlechte Akustik des Münchener Prinzregententheaters erheblich verbessert.
Zenneck ist Autor des ersten deutschen Lehrbuchs der drahtlosen Telegraphie (späterer Mitautor Hans Rukop) und war Herausgeber der Zeitschrift für Hochfrequenztechnik und Elektroakustik.
Seine zahlreichen Schüler haben wichtige Beiträge zur Hochfrequenztechnik, technischen Akustik und Erforschung der Ionosphäre geleistet.
Nach dem Rücktritt Oskar von Millers im Mai 1933 wurde Zenneck, zeitweise zusammen mit Hugo Bruckmann, Leiter des Deutschen Museums. Mit Hereinnahme von Fritz Todt in den Vorstandsrat und dem Auftrag an diesen, eine neue Straßenbauausstellung aufzubauen sowie der ebenfalls 1938 eröffneten neuen Automobilausstellung wurde die Kooperation mit dem NS-Staat zunehmend sichtbar. Als Mitglied der DNVP gab es bei Zenneck durchaus Schnittmengen politischer Übereinstimmungen. Da er aber nie der NSDAP beitrat, konnte er nach 1945 bis 1953 im Amt bleiben. So fiel auch die teilweise Wiedereröffnung des Museums 1948 noch in seine Amtszeit.

### Weitere Lebensdaten
- 1905 bis 1906: Dozent in Danzig
- 1906: Professor in Braunschweig
- 1907 bis 1911: Physiker bei der BASF in Ludwigshafen am Rhein
- 1911 bis 1913: Lehrstuhl für Physik in Danzig
- 1913 bis 1939: Lehrstuhl für Experimentalphysik in München

## Ämter und Auszeichnungen

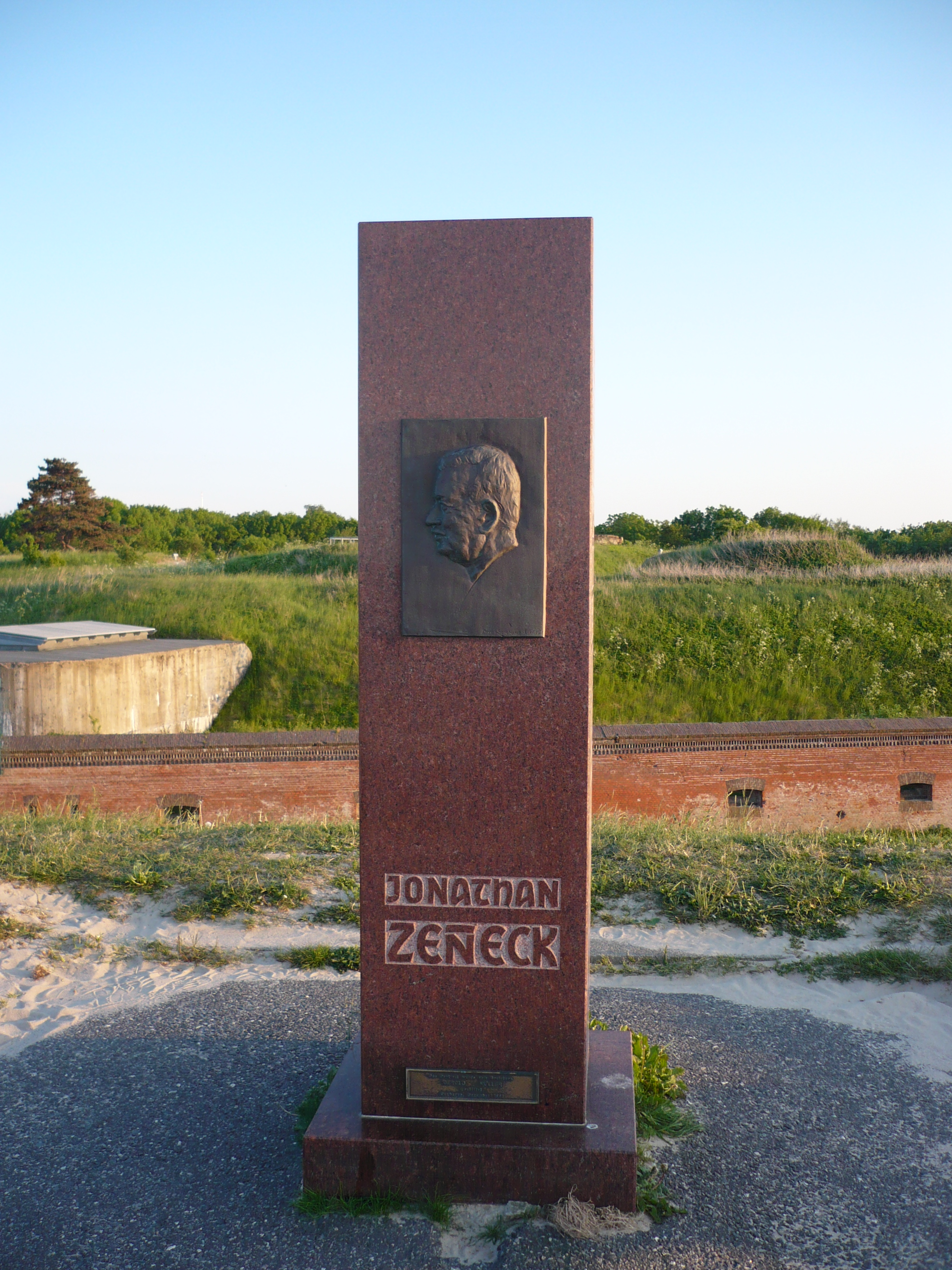
Denkmal Zennecks in Cuxhaven-Döse nahe der Kugelbake

- 1917: außerordentliches Mitglied der Bayerischen Akademie der Wissenschaften; ab 1920 ordentliches Mitglied und Klassensekretar der Mathematisch-naturwissenschaftlichen Klasse
- 1928: Ehrendoktor der Technischen Hochschule Dresden[2]
- Ab 1933: Vorsitz im Vorstand des Deutschen Museums in München.
- 1935 bis 1937, 1939 bis 1940, 1950 bis 1951: Vorsitzender der Deutschen Physikalischen Gesellschaft
- 1939: Korrespondierendes Mitglied der Akademie der Wissenschaften zu Göttingen[3]
- 1944: Korrespondierendes Mitglied der Braunschweigischen Wissenschaftlichen Gesellschaft[4]
- 1949: Goldene Ehrenmünze der Landeshauptstadt München
- 1949: Grashof-Denkmünze des Vereins Deutscher Ingenieure
- 1952: Großes Verdienstkreuz der Bundesrepublik Deutschland
- 1952: Ehrenbürger von Ruppertshofen, die Grundschule in Ruppertshofen trägt den Namen Zenneck-Schule
- 1956: Träger des Werner-von-Siemens-Rings[5]
- 1956: Aufstellung eines Zenneck-Gedenksteins an der Kugelbake in Cuxhaven, der inzwischen 85-jährige Zenneck nahm an der Einweihung teil, durch Witterungseinflüsse zerstört
- 1957: Benennung der Jonathan Zenneck-Forschungsstation zur Ionosphärenbeobachtung – bei Tsumeb, Südwestafrika (heute Namibia) nach Zenneck
- 1992: Aufstellung eines zweiten Zenneck-Gedenksteins an der Kugelbake in Cuxhaven durch den Elbe-Lotsen Helmut Bellmer
- 2006: Aufstellung eines Gedenksteins nahe dem Walchensee-Kraftwerk, Kochel, Altjoch durch ehemalige Mitarbeiter

Auch an dem Pfarrhaus in Wippingen, in dem er seine ersten zehn Lebensjahre verbrachte, wurde eine Gedenktafel angebracht.

## Zitat
„Pflichterfüllung reicht nicht, man muß Freude an seiner Arbeit haben.“

„Organisation ist die Kunst, andere für sich arbeiten zu lassen. Überorganisation ist die Kunst, andere von der Arbeit abzuhalten.“

## Veröffentlichungen (Auswahl)
- Elektromagnetische Schwingungen und drahtlose Telegraphie. Enke, Stuttgart 1905.
- Lehrbuch der drahtlosen Telegraphie. Enke, Stuttgart 1912.
- mit Walter Dieminger, Georg Goubau: Die Störungen der Ionosphäre. In: Hochfrequenztechnik und Elektroakustik. 44, Leipzig 1943, ISSN 0018-2958, S. 2–17.
- mit Friedrich Klemm: Fünfzig Jahre Deutsches Museum München. Deutsches Museum, München 1953.